# Fazenda Capão Alto
Fazenda Capão Alto é uma fazenda histórica localizada em Castro, interior do estado do Paraná.
A fazenda é o marco histórico para a fundação da cidade de Castro e o berço dos Campos Gerais, fazendo parte das atrações turísticas do distrito de Castrolanda, pois além do prédio histórico (a sede da fazenda), possui um sítio arqueológico com ruínas de uma capela, em taipa (e possíveis restos mortais de padres Carmelitas), além das casas utilizadas como senzalas para os escravos.
Tombada em 1983 como patrimônio cultural do Paraná, a Capão Alto esta em processo de tombamento como patrimônio cultural nacional pelo IPHAN.

## História
A Coroa Portuguesa distribuiu sesmarias no sul da colônia, ficando a cargo do rico português Pedro Taques de Almeida administrar as terras que abrangiam a atual região da cidade de Ponta Grossa até o Norte Pioneiro. Pedro Taques repassou parte destas terras para José de Goes que criou a fazenda em 1704, inicialmente denominando de Sesmaria da Paragem do Iapó. Em 1750 a fazenda foi doada a Irmandade Carmelita.
Com o trânsito de tropeiros dentro das terras da fazenda e em suas imediações, devido ao Rio Iapó, iniciou-se o povoado que mais tarde transformou-se na cidade de Castro.
Dentro da fazenda foi construída uma capela, em taipa, em 1740 e preservada pelos Carmelitas e estes construíram duas casas, também em taipa, para servirem de senzalas aos escravos que mantinham, porém, estes escravos não eram mantidos presos e sim, em total liberdade desde que nos limites da propriedade.
Em 1864 os Carmelitas venderam a fazenda, incluindo os escravos, para uma empresa paulista e após esta transação, houve uma revolta dos negros que fugiram, em massa, formando alguns quilombos nas proximidades da vila de Castro. A partir de 1870 a fazendo foi adquirida pelo Barão de Monte Carmelo.
A sede da fazenda, ou casarão, foi construída em 1840, sendo, na atualidade, um dos principais casarões coloniais de cunho histórico do estado do Paraná.
Atualmente a fazenda é de propriedade da família Petter e da Cooperativa Central de Laticínios do Paraná Ltda.

## Ligação externa
- Especialistas em Patrimônio Cultural se reúnem na Fazenda Capão Alto Site Oficial